# Junkers J 1
El Junkers J 1, apodado Blechesel (que significa «burro de hojalata»), fue el primer avión completamente metálico de uso práctico. Construido a principios de la Primera Guerra Mundial, cuando los diseñadores de aviones se basaban en gran medida en estructuras de madera cubiertas de tela, el Junkers J 1 fue un desarrollo revolucionario en el diseño de aviones, volando solo 12 años después de que los hermanos Wright volaran por primera vez el biplano Flyer I en diciembre de 1903. Este avión experimental, del que solo se construyó una unidad, nunca recibió una designación oficial de la serie E de monoplanos por parte del Imperio alemán y su fuerza aérea Luftstreitkräfte, probablemente debido a que su función principal era ser una demostración práctica de las ideas de estructuras metálicas de Junkers, y oficialmente solo fue conocido por su número de modelo de la fábrica Junkers, J 1. No debe ser confundido con el posterior biplano metálico Junkers J 4, aceptado por la Luftstreitkräfte como Junkers J.I (usando punto y número romano).

## Especificaciones
Referencia datos: Junkers: An Aircraft Album

### Características generales
- Tripulación: 1 (piloto)
- Longitud: 8,6 m (28,3 ft)
- Envergadura: 12,9 m (42,4 ft)
- Altura: 2,5 m (8,2 ft)
- Superficie alar: 24,3 m² (262 ft²)
- Peso vacío: 920 kg (2027,7 lb)
- Peso cargado: 1080 kg (2380,3 lb)
- Planta motriz: 1× motor en línea de 6 cilindros refrigerado por agua Mercedes D.II.
  - Potencia: 88 kW (118 HP; 120 CV)

### Rendimiento
- Velocidad máxima operativa (Vno): 170 km/h (106 MPH; 92 kt)